# Băbeni (okręg Sălaj)
Băbeni – wieś w Rumunii, w okręgu Sălaj, w gminie Băbeni. W 2011 roku liczyła 554 mieszkańców.